# Ding Liren
Ding Liren (en chino: 丁立人; Wenzhou, Zhejiang, 24 de octubre de 1992) es un Gran Maestro de ajedrez chino que fue campeón del mundo entre 2023 y 2024. En agosto de 2015, se convirtió en el segundo jugador chino, tras Wang Yue, en alcanzar los diez primeros puestos de la clasificación de la FIDE. Se convirtió en campeón del mundo en 2023 cuando derrotó a Yan Nepómniashchi en el Campeonato Mundial de Ajedrez 2023; posteriormente perdió el título tras ser derrotado por Gukesh Dommaraju en el Campeonato Mundial de Ajedrez 2024, celebrado en Singapur. Ding es el jugador chino que ha alcanzado tanto el puesto más alto en el ranking de la FIDE como la tercera puntuación Elo más alta.
El 6 de junio de 2009, a los 16 años, se convirtió en el campeón de China de ajedrez más joven de la historia. En abril de 2011 ganó el Campeonato de China por segunda vez, y por tercera vez el año siguiente, a los 19 años. En octubre de 2009, se convirtió en el 30.º jugador chino en la historia en lograr el título de Gran Maestro. Participó en la Copa del Mundo de ajedrez de 2011, pero perdió en la primera ronda con Wesley So. En esa época, asistía a la facultad de derecho de la Universidad de Pekín. En el Torneo Corus de 2015, Ding Liren empató por el segundo puesto, a medio punto de Carlsen. Tras el torneo, Ding y Carlsen entrenaron juntos en Doha, Catar. De agosto de 2017 al 4 de noviembre de 2018 durante la partida contra Anish Giri, logra un récord histórico: 95 partidas consecutivas sin perder (Igualando a Mikhail Tal) En el Torneo Sinquefield desarrollado en agosto de 2019, logró ganar el primer lugar ex aequo con Carlsen, al obtener 6.5 de 11 puntos posibles, en el Tie Break derrotó al noruego por 3-1.

## Vida personal
En sus viajes lo acompaña su madre. En una entrevista con el semanario Die Zeit en febrero de 2024, dijo que sufría disforia y problemas para dormir. En noviembre de 2024, se publicó que había dicho que simplemente ya no disfrutaba de su trabajo y sufría problemas psicológicos, además de su tendencia a hacer tablas y rara vez buscar una victoria en el tablero.

## Carrera
- Noviembre de 2002: Mundial sub-10 en Heraclión, en el que terminó 1.º con 9½/11 puntos empatado con Eltaj Safarli, 2.º por desempate.[7]
- Noviembre de 2004: Mundial sub-12 en Heraclión, 1.º con 9½/11 puntos empatado con Zhao Nan, 2.º por desempate.[8]
- Abril de 2004: Campeonato masculino por equipos de China en Jinan, con puntuación 1/4.
- Julio de 2005: Campeonato de China individual en Hefei.
- Abril de 2007: Interzonal 3.5 (China) en Dezhou, con 6½/9.
- Julio de 2007: Campeonato individual masculino grupo B en Zhuhai, con 7/10.
- Mayo de 2008: Campeonato de China individual en Pekín, con 5½/11 y puesto 6.º
- Junio de 2008: Torneo de selección para la Olimpiada de ajedrez en Ningbo, en que puntuó 4/10.
- Julio de 2008: Abierto Checo de 2008 sub-14/sub-16 en Pardubice, con 5/5.
- Abril de 2009: Interzonal masculino 3.5 (China) en Pekín, con 5/11.
- Mayo de 2009: 8.º Abierto Individual Continental de Asia en Subic Bay Freeport, con 6/11 (primera norma de Gran Maestro).
- Mayo de 2009: Campeonato de China individual en Xinghua, 1.º con 8½/11 y performance por encima de 2800 (segunda norma de GM).[9]
- Agosto de 2009: Enfrentamiento masculino Rusia–China en Dagomýs, con 2½/5.
- Septiembre de 2009: Campeonato del Rey del Ajedrez de China en Jinzhou, con 3½/7.
- Abril de 2011: Campeonato de China individual en Xinghua, 1.º con 9/11.[10]
- Abril de 2012: Campeonato de China individual en Xinghua, 1.º con 8/11.[11]
- Octubre de 2012: Copa SPICE en San Luis, EE. UU., empatado por el 2.º con 5½/10.[12]
- Abril de 2013: Memorial Alekhine. Acaba en novena posición, con +1−3=5.[13]
- Agosto de 2019: Campeón de la Sinquefield Cup tras derrotar en el desempate a Magnus Carlsen.
- Marzo de 2020 - abril de 2021: Torneo de Candidatos 2020. Acaba en segunda posición, con 8/14.
- Junio-julio de 2022: Torneo de Candidatos 2022. Acaba en segunda posición, con 8/14. Accedió al torneo como primer suplente, tras la sanción de la FIDE a Serguéi Kariakin y tras haber jugado a toda prisa en las semanas previas en China la cantidad de partidas oficiales exigidas para poder competir.
- Abril de 2023: Campeón del Mundo de Ajedrez. Vence a Ian Nepómniashchi, tras empatar en las partidas clásicas (+3-3=8) y desempatar en la última de las partidas rápidas (+1=3). Accedió al duelo del Campeonato tras la renuncia de Magnus Carlsen a disputarlo, poniendo fin a diez años como campeón.